# Чендемерово
Чендеме́рово (рос. Чендемерово, марій. Чылдемыр) — присілок у складі Сернурського району Марій Ел, Росія. Адміністративний центр Чендемеровського сільського поселення.

## Населення
Населення — 343 особи (2010; 321 у 2002).
Національний склад (станом на 2002 рік):
- марі — 97 %